# Накая Рікі
Накая Рікі  (яп. 中矢　力, 25 липня 1989) — японський дзюдоїст, олімпійський медаліст.

## Виступи на Олімпіадах
| Олімпіада   | Дисципліна      | Місце |
| ----------- | --------------- | ----- |
| Лондон 2012 | легка категорія | 2     |